# New wave (gênero musical)
New wave (nova onda em português) é um gênero musical surgido no final da década de 1970 ao lado do punk rock.
O termo "new wave" engloba vários estilos musicais orientados ao punk, eletrônica, disco e pop. Inicialmente era considerado sinônimo de punk rock comercial com influências da música disco e música eletrônica, antes de se tornar um estilo musical e um movimento popular durante toda a década de 1980, com uma estética colorida e animada (por vezes futurística).
A new wave foi o gênero musical mais popular e influente do mundo na década de 1980 até o início da década de 1990. Seu som dançante, alegre e acompanhado pela moda distinta da década de 1980 chegou a definir e influenciar diversos estilos como no cinema e na televisão. Sua estética e o uso extensivo de teclados e sintetizadores acabou sendo equiparada a outros gêneros que se popularizaram na década de 1980, como pós-disco, Hi-NRG, dance-pop e synth-pop.
Nos anos 2000 houve alguns revivals e nos anos 2010, muitas bandas new wave (muitas delas ligadas ao indie) surgiram e se popularizaram no meio musical underground e na internet, principalmente no YouTube.

## Características musicais
As características comuns da new wave incluem uma abordagem "punk", disco, eletrônica e pop, com temas que podem variar, mas são tipicamente juvenis (por vezes infantil), humorísticos, artísticos, vanguardistas, românticos ou exóticos. O uso de teclados (por vezes sintetizadores) que produzem texturas melódicas que geralmente acompanham o andamento disco dançante de uma música do gênero. De fato, as primeiras apresentações e divulgações de artistas new wave como Blondie no final dos anos 1970 e início de 1980 por vezes possuía as típicas bolas de espelhos da disco music. Músicos de new wave frequentemente tocam guitarras rítmicas agitadas de punk rock menos agressivas, com elementos eletrônicos em fusão com os andamentos dançantes da disco music, linhas de baixo sincopadas provenientes do funk, cujo papel das notas graves também pode ser assumido por sintetizadores. Estruturas e melodias de músicas stop-start também são comuns. A percussão geralmente é efetuada por uma bateria simples, mas é muito comum o uso de bateria eletrônica. Outras características comuns da percussão na música new wave incluem o uso de tempos 4/4. Algumas vezes, backing vocals femininos e instrumentos de sopro como saxofone são usados, como na canção "Penthouse and Pavement" da banda Heaven 17 de 1981. A new wave era acompanhada por um estilo visual distinto em vídeos de música e moda, que teve influência direta na cultura pop da década de 1980 e no desenvolvimento da cultura new romantic.

## História

### Início, meados da década de 1970 (CBGB e Reino Unido)
O termo  "new wave" era usado em 1976 na Inglaterra por inúmeros fanzines punks, como o  Sniffin' Glue, além da imprensa oficial. Em novembro de 1976, em um artigo intitulado  Melody Maker, Caroline Coon usou o termo  "new wave" para caracterizar o som de bandas que não eram exatamente punks, mas que estavam relacionadas com a mesma cena musical. Por certo tempo os dois termos eram permutáveis, ora punk ora new wave.
Nos Estados Unidos, a Sire Records precisava de um termo novo para conseguir comercializar as bandas que haviam acabado de assinar contrato com a gravadora, que frequentemente tocavam no clube CBGB. Como os críticos e as rádios americanas chamavam o punk de "moda passageira", a gravadora resolveu usar o termo "new wave”. Os primeiros escritores americanos usavam o nome new wave para caracterizar as "novas ondas" "punks" da Inglaterra. Em dezembro de 1976, o The New York Rocker, se tornou o primeiro jornal Americano a associar as mudanças do punk inglês com a cena corrente no CBGB.

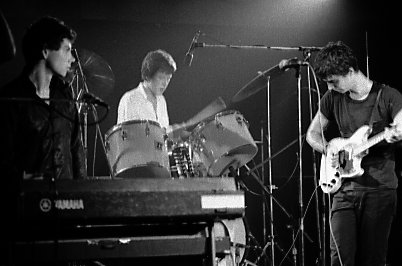
Talking Heads se apresentando em Toronto em 1978.

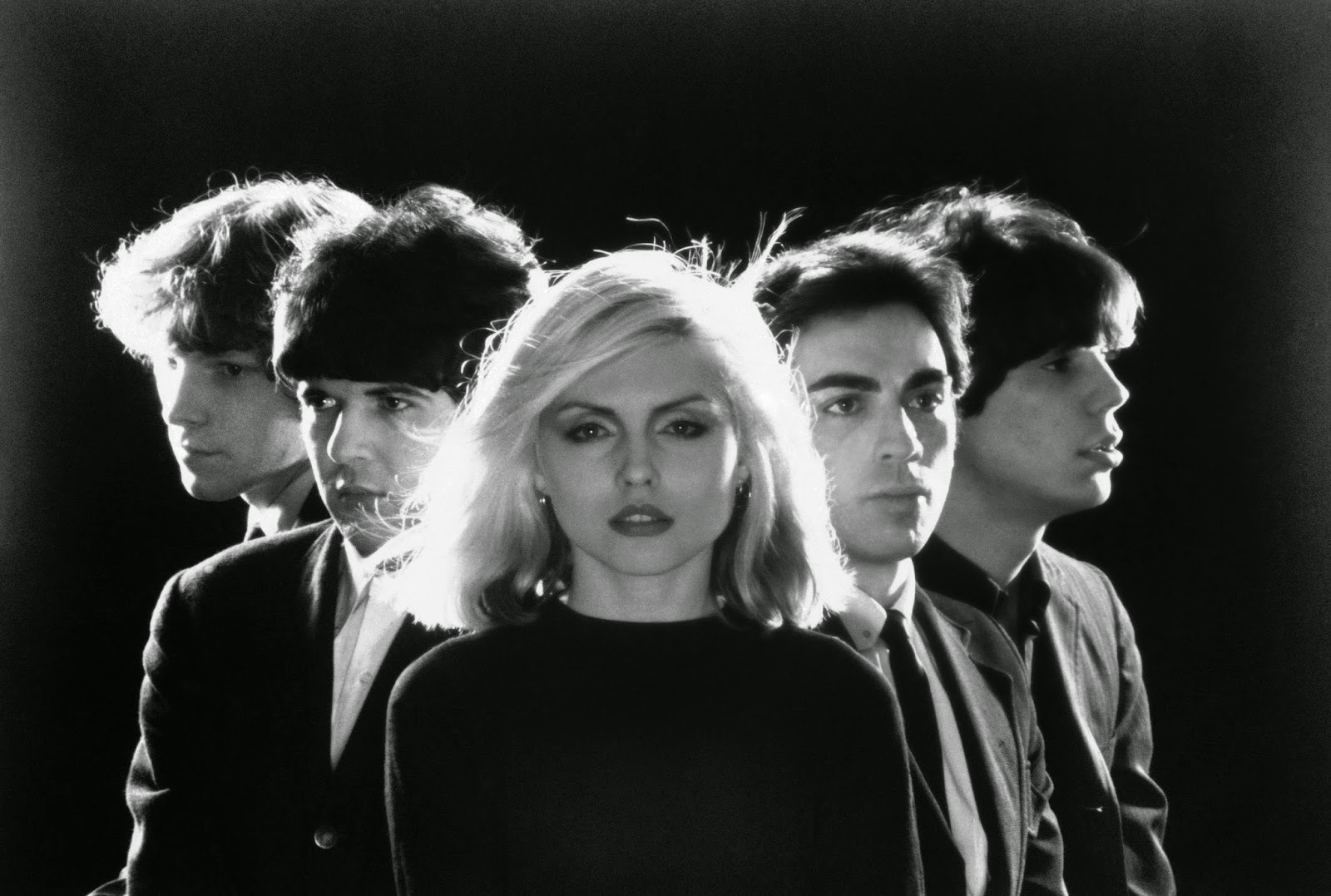
Blondie em 1977 (da esquerda para direita): Gary Valentine, Clem Burke, Debbie Harry, Chris Stein, Jimmy Destri.

O historiador musical Vernon Joynson sustenta que a new wave surgiu na Inglaterra no final de 1976, quando diversas bandas começaram a se afastar do movimento punk. A música que seguiu o anarquismo das bandas de garagem, como o Sex Pistols eram caracterizadas como punks, enquanto a música que tendia para a experimentação, complexidade lirica e menos pessimista, ou até mesmo uma produção mais elaborada e moderna para época, foi caracterizada com  "new wave". Isso veio incluir músicos que se tornaram proeminentes no  cenário do punk rock inglês de meados da década de 70, como Ian Dury, Nick Lowe, Eddie and the Hot Rods e Dr. Feelgood; E de acordo com a AMG, tudo era  "raivoso e inteligente", os compositores estavam se apropriando da música pop com atitude sarcástica e tensa, além da clara agressividade e energia do punk, como Elvis Costello, Joe Jackson, e Graham Parker. Nos Estados Unidos, os primeiros "new wavers" se encontravam em grande parte no clube CBGB, como Talking Heads, Mink DeVille e Blondie. O dono da CBGB, Hilly Kristal, se referindo aos primeiros shows no clube transmitidos pela TV em março de 1974, disse, "Eu acho que aquilo era o início da new wave." Além do mais, muitos dos artistas que eram anteriormente classificados como punks passaram a ser "new wavers".  Em 1977 uma copilação da Phonogram Records com o nome new wave apresentava inúmeros artistas norte americanos, como Dead Boys, Ramones, Talking Heads e The Runaways.

A banda Talking Heads foi responsável pela definição do estilo new wave naquela época. A sonoridade representava a ruptura do blues suave e do  rock 'n roll dos anos de 1960 para o novo rock dos anos  de 1970. De acordo com o jornalista especializado em música, Simon Reynolds, a sonoridade era mais rápida e agitada no novo estilo. Os músicos da new wave tocavam suas guitarras num andamento mais rápido que o comum naquela época. Os teclados eram recorrentes, e a estrutura das músicas tinham constantes mudanças de andamento. Reynolds  também nota que os vocalistas cantavam de forma mais estridente, uma forma de cantar totalmente suburbana .

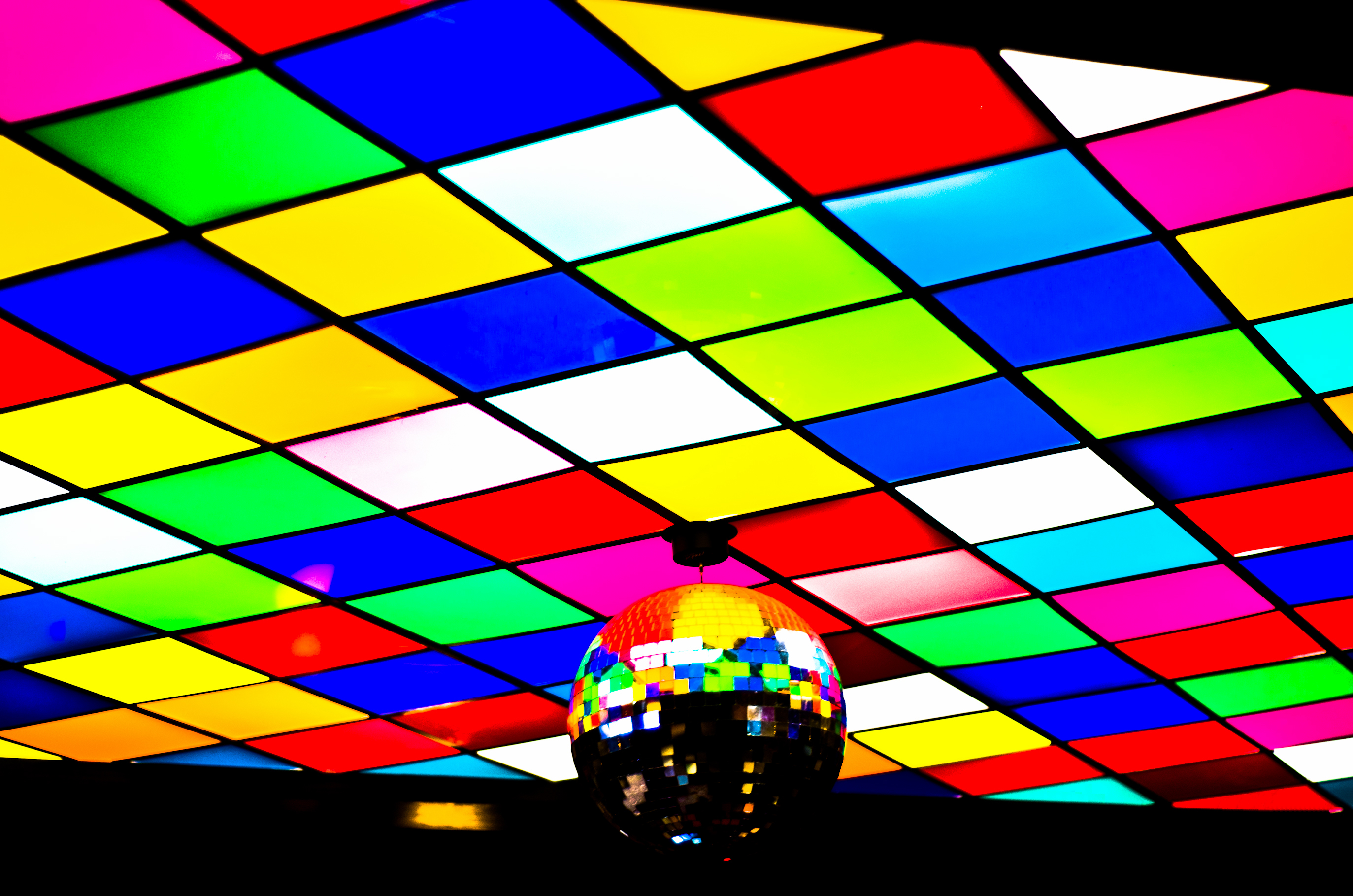
Além do punk rock e da música eletrônica, inicialmente a new wave possuía fortes influências da música disco.

O power pop, um gênero que começou antes do  punk  no início da década de 1970, começou a ser associado a new wave no final dessa mesma década, pois incorporava o mesmo espírito musical da wave;  The Romantics, The Records, The Motors, Cheap Trick, e 20/20 eram grupos que faziam sucesso tocando esse estilo musical. Devido ao sucesso da banda de power pop, The Knack, as gravatas mais finas se tornaram populares entre os músicos de new wave.
O ska revival, da editora two tone, capitaneado pelos grupos The Specials, The Selecter, Madness e o English Beat adicionou humor e uma batida mais forte ao new wave.
Mais tarde, a new wave veio implicar um som menos ruidoso, quase sempre usando sintetizadores, como nas bandas de synth-pop e new romantic. O termo pós-punk era usado para descrever as bandas mais alternativas, minimalistas, introspectivas, undergrounds e menos influenciadas pelo power pop e bubblegum como Gang of Four, Joy Division, The Cure e Siouxsie & the Banshees. Posteriormente, algumas dessas bandas vieram a utilizar sintetizadores. Embora distintos uns dos outros, punk, new wave e pós-punk dividiram todos uma mesma cena; a reação enérgica contra a super-produzida e sem inspiração música popular dos anos 70.
AMG explica que a diversidade de estilo da new wave ocorreu porque o gênero "manteve o mesmo vigor e irreverência do punk, assim como uma fascinação com a eletrônica, futurismo, moda e arte". Essa diversidade se estendeu a diversos músicos e bandas de one hit wonders que surgiram através do gênero.

### Década de 1980, Segunda Invasão Britânica, recepção nos Estados Unidos e popularidade mundial

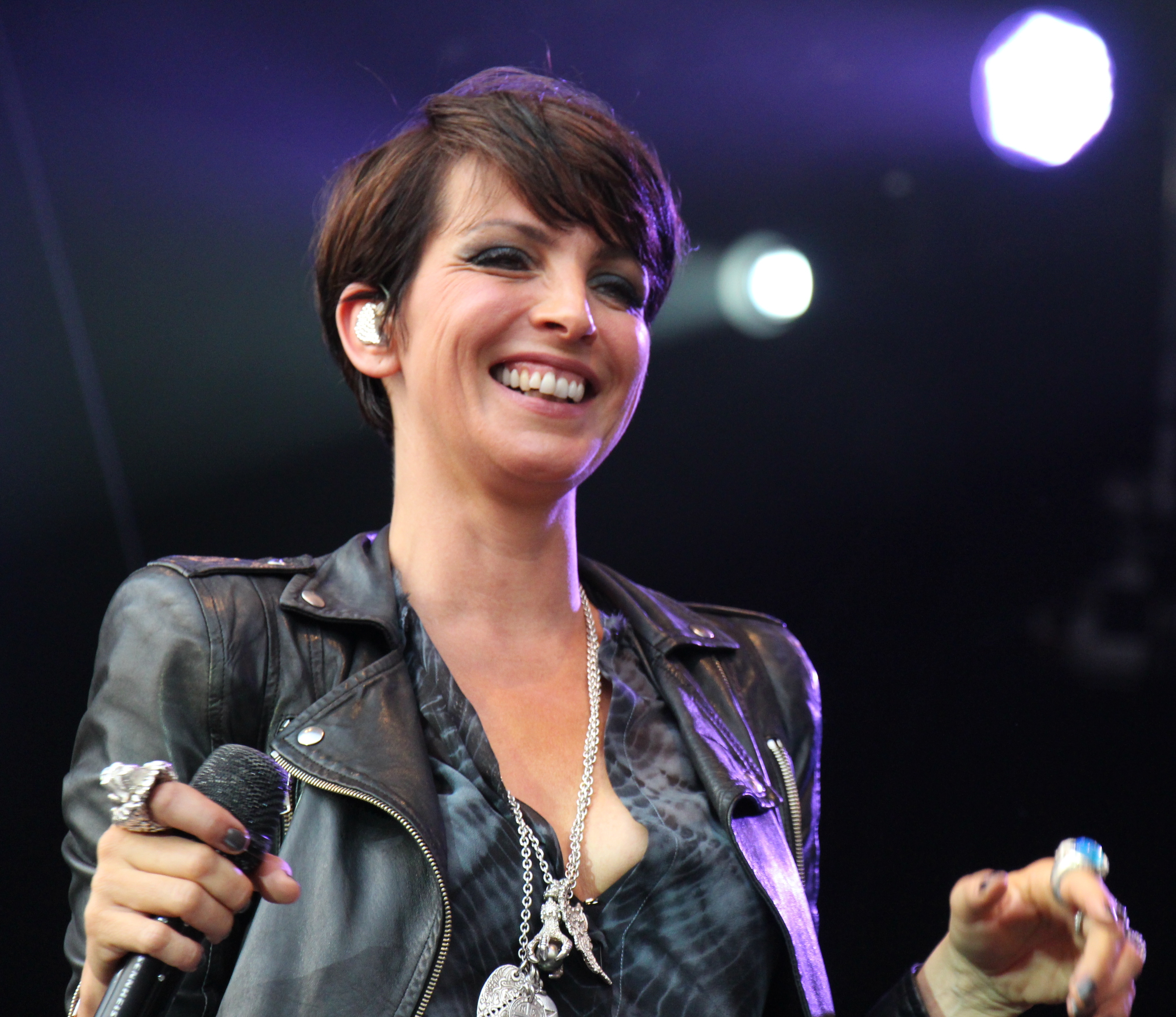
A cantora alemã Nena, famosa pela canção "99 Red Balloons". Na Alemanha, a new wave ficou conhecida como Neue Deutsche Welle.

No verão de 1977 a revista Time  e  a  Newsweek escreveram artigos favoráveis ao movimento. "punk/new wave".  Os críticos de rock se dividiram. Ações relacionadas com o movimento receberam pouco ou nenhuma atenção da mídia. Todavia, cenas menores se estabeleceram nas maiores cidades americanas. O ano seguinte continuou na mesma, e o apoio do público permaneceu restrito a alguns artistas e a população cultural e intelectual americana, o arena rock, sendo que na época a música disco dominava as paradas.
No final de 1978 e continuando em 1979, atos do movimento punk misturados com outros gêneros começaram a ganhar notoriedade nas rádios de rock. Blondie, Talking Heads, Oingo Boingo e The Cars ganharam notoriedade nessa época. "My Sharona", um single do The Knack,  foi campeão de vendas em 1979. O sucesso de "My Sharona" fez com que muitas gravadoras corressem para assinar contratos com bandas de new wave. Cenas musicais de new wave ocorreram em Ohio e em Athens, na Geórgia. Nos anos 80, alguns cantores fora da cena tiveram aventuras ao estilo new wave, com bandas e cantores de outros estilos musicais, como Billy Joel e Linda Ronstadt. O lançamento, nesse período, do álbum de Gary Numan, The Pleasure Principle seria a descoberta do synth-pop ao grande público. Não houve sucesso com os segundos discos dos artistas que fizeram sucesso com seus debuts, sendo que os que assinaram contrato na época não conseguiram vender seus álbuns, o que forçou as rádios a tiraram a new wave de sua programação.

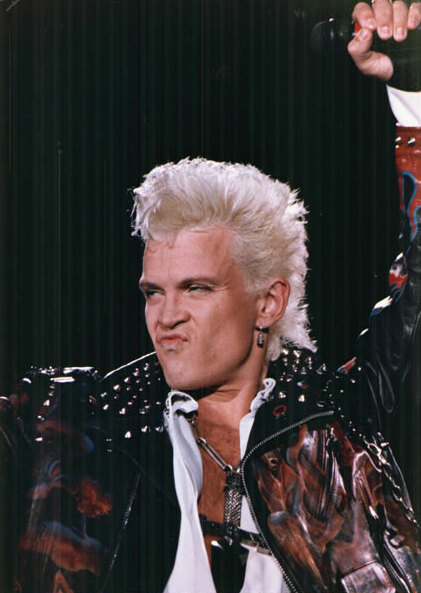
Billy Idol foi considerado um dos artistas principais durante a "Segunda Invasão Britânica" dirigida pela MTV, responsável pelo aumento acentuado na popularidade dos artistas britânicos de synth-pop, new wave e new romantic nos Estados Unidos.

O surgimento da MTV, em 1981, daria início ao período de maior sucesso da new wave. Os artistas britânicos, talvez mais que seus compatriotas americanos, perceberam logo a importância do vídeo clipe.  Diversos artistas ingleses começaram a assinar com pequenas gravadoras enquanto os americanos assinavam com as maiores. Os jornalistas apelidaram esse fenômeno de: “A Segunda Invasão Britânica”. A MTV continuou a exibir em sua programação quase que totalmente artistas new wave até 1987, pois a partir daí a programação da emissora passou a ser dominada pelas bandas de heavy metal.
Cerca de 14% dos adolescentes entrevistados em dezembro de 1982 a Gallup Poll afirmou que a new wave era seu estilo musical favorito,  tornando-o o terceiro mais popular na pesquisa. A new wave tinha maior popularidade na Costa Oeste. As radios de Urban Contemporary foram as primeiras a tocar a new wave. Nesse período, a definição de new wave nos Estados Unidos mudou para um estilo menos rebelde; uma versão mais comercial do punk que havia sido descrito antes. No restante da década de 80, o termo "new wave" passou ser usado para descrever algum novo cantor ou banda pop que usava largamente os sintetizadores. Hoje em dia o estilo ainda é usado para descrever estes novos artistas pop, mesmo o estilo tendo sido associado ao pós-punk e a música alternativa.
Fãs, jornalistas musicais, assim como artistas se rebelaram contra essa generalização e criaram outras subdivisões. O synth-pop (chamando de tecnopop na época), que preencheu o vazio deixado pela música disco, foi considerado um sub-gênero, que incluía bandas como The Human League, Depeche Mode, A-ha, Orchestral Manoeuvres In The Dark, Duran Duran e os Pet Shop Boys.
Trilhas sonoras new wave foram usadas nos filmes "Brat Pack", como Valley Girl, Sixteen Candles, Pretty in Pink, e The Breakfast Club. Os críticos ainda descreveriam a  MTV da época como superficial e insípida, mas foi por causa da qualidade musical e da linguagem fashion dos clipes da emissora que possibilitaram a popularização da new wave. O uso de sintetizadores pela new wave influenciaram o desenvolvimento da house music em Chicago e o techno em Detroit. O espírito indie da new wave continuou após a década de 80, porém, menos colorido e animado, e foi crucial para a criação do college rock, grunge e rock alternativo na década de 1990. Nos dias atuais, devido a sua premissa e estética futuristica, a new wave exerce influência na música pop, indie, rock alternativo e principalmente no rock eletrônico, bem como em alguns outros gêneros artísticos e nostálgicos surgidos na Internet no começo da década de 2010.

#### New wave no Brasil

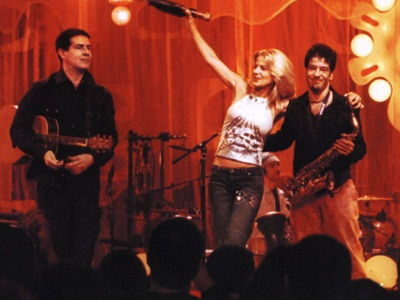
Kid Abelha. O trabalho inicial da banda, em especial, seu primeiro álbum de estúdio de 1984 teve fortes influências da new wave

Embora a palavra "new wave" não tenha sido tão difundida no Brasil, o estilo, a televisão, a moda e a música da década de 1980 seguiram a tendência mundial de mudança, e a new wave brasileira musicalmente foi apelidado por alguns de "rock brasileiro" ou simplesmente "rock brasileiro da década de 80". Surgiram então muitas bandas que difundiram um estilo diferente no país, como Metrô, Tokyo, Blitz, Kid Abelha, Engenheiros do Hawaii, Gang 90 e as Absurdettes, Titãs, Lobão e Os Ronaldos, Rádio Táxi, Barão Vermelho, Ritchie, Leo Jaime, RPM, Ira!, Camisa de Vênus entre outros. A moda brasileira foi predominantemente new wave e new romantic durante toda a década de 1980 até início da década de 1990, a moda incluía todo o aspecto futurista, colorido e extravagante já descrito, principalmente entre as mulheres. Na televisão a influência new wave foi muito forte, os programas de televisão eram bem característicos. O som disco e eletrônico fazia parte da trilha sonora de muitos programas, inclusive de programas infantis. Nas telenovelas a influência foi maior, o estilo foi impactante e decisivo para definir a moda no país nesse período, além de grande parte das trilhas sonoras serem new wave.

### Década de 1990: declínio
Em 1990 a new wave ainda era popular e fazia grande sucesso, o estilo extravagante e colorido ainda estava na cabeça da mídia, principalmente entre os jovens, muitas bandas como INXS, A-ha, Tears For Fears, The Pretenders, The Human League, Depeche Mode, Erasure, entre muitas outras, continuaram os anos 90 fazendo sucesso com álbuns de new wave e synth-pop. Seu reinado durou até 1991 quando a explosão do som de Seattle (posteriormente conhecido como grunge) passou a dominar as paradas de sucesso, isso se potencializou com o lançamento do disco Nevermind do Nirvana. Dessa vez os sintetizadores deixaram de ter destaque, e aquele aspecto futurista, colorido e sintetizado das bandas se converte em um estilo simples, despojado e voltado a um rock mais puro. A partir daí, grandes bandas de rock, heavy metal, grunge, rock alternativo, indie rock, entre outras, passaram a dominar o gosto e o estilo do começo da década de 90, outros gêneros como rap, hip hop, R&B e uma nova vertente do pop também encontraram seu espaço e se popularizaram. As antigas bandas new wave e estilos semelhantes como o glam metal e o synth-pop sucumbiram, entraram em decadência e quase desapareceram das paradas de sucesso, algumas tentaram se adaptar aos novos tempos, lançando álbuns com um rock mais puro, mas não obtendo muito sucesso. Nesse período, bandas retrô-futuristas como o Stereolab e Saint Etienne, de forma inusitada, misturaram a new wave com o pop kitschy dos anos 60. No rescaldo do grunge, as revistas especializadas da Inglaterra criaram uma campanha para promover a "new wave of new wave". Essa campanha era puxada por bandas como Elastica e Smash, mas logo ela foi ofuscada pelo britpop. Outras movimentações ocorreram nos anos 90, como as bandas No Doubt, Six Finger Satellite, e Brainiac. Durante aquela década, a batida forte e sintetizada dos movimentos ingleses e europeus da new wave influenciaram várias encarnações da eurodance e da trance music. O sucesso de Nevermind, álbum do Nirvana lançado em 1991, surpreendeu a indústria da música. Nevermind não só popularizou o grunge, mas também estabeleceu "a viabilidade comercial e cultural do rock alternativo em geral". Michael Azerrad afirmou que: "Nevermind simbolizou uma mudança radical no rock" em que o glam metal, o synth-pop e a new wave dominavam o rock e as rádios naquela época. A moda rapidamente se adaptou ao novo estilo, o grunge e o rock alternativo representaram uma ruptura total da new wave de forma muito abrupta.
Mas a new wave e certos estilos oitentistas pouco conhecidos como o dream pop ainda resistiam, algumas bandas lançavam sucessos mundiais como "Friday I'm in Love" de The Cure, lançada em 1992. O videoclipe trazia toda a estética alegre apresentada na new wave; "Ordinary World" de Duran Duran e "Dark Is The Night For All" do A-Ha em 1993. Em 1994 a banda Erasure lança o sucesso "Always". Em 1995, The Human League lança o álbum Octopus, trazendo músicas um pouco mais relevantes nas paradas de sucessos, como "One Man in My Heart" e "Tell Me When", o sucesso de Octopus rendeu uma turnê da banda na Inglaterra e nos Estados Unidos, momento em que o grunge, gênero e movimento musical que praticamente sepultou a new wave, já se encontrava em decadência total após a morte de Kurt Cobain em 1994, mas a new wave já não era mais forte o suficiente para recuperar o mainstream, no restante da década de 90 não houve praticamente mais sucessos da new wave e do synth-pop nas paradas de sucesso mundiais.

## Influências na moda e na culturapop

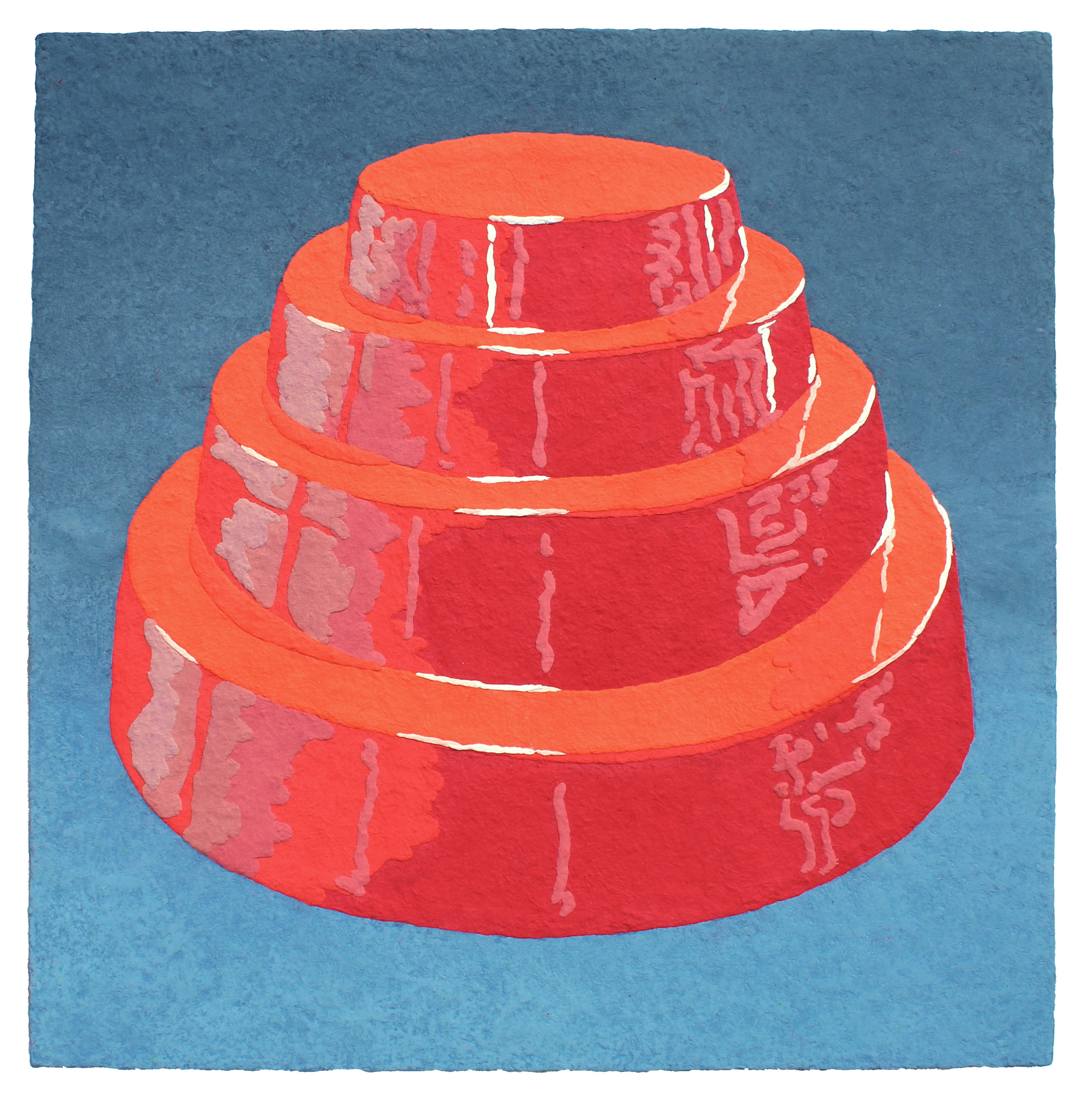
Pintura representando um chapéu de cúpula de energia, popularizado pela banda Devo.

A new wave influenciou e definiu fortemente a música e a cultura popular da década de 1980. A batida forte e ao mesmo tempo suave das baterias (muitas vezes eletrônicas), o uso de sintetizadores, teclados e o estilo futurista, colorido e extravagante também influenciou o synth-pop, dance pop, glam metal, heavy metal, e outros gêneros que se popularizaram na década de 1980. Na moda, tudo era muito colorido e extravagante, as mulheres usavam muito colorido, sombras fortes e batom com cores vivas, sempre na linha exótica e chamativa. Os acessórios não poderiam ficar de fora da moda futurista, o acrílico e o plástico entraram em alta, nas mais variadas cores, geralmente cintilantes. Por terem um aspecto do futuro e um baixo custo, pulseiras, brincos e colares deste material foram a grande sensação. Os cortes de cabelos volumosos, puffeds, desgrenhados ou mullets eram seguindo a tendência dos cabelos dos artistas da new wave. A androginia e o movimento new romantic foram muito populares nos anos 1980 e tiveram forte influência da new wave.

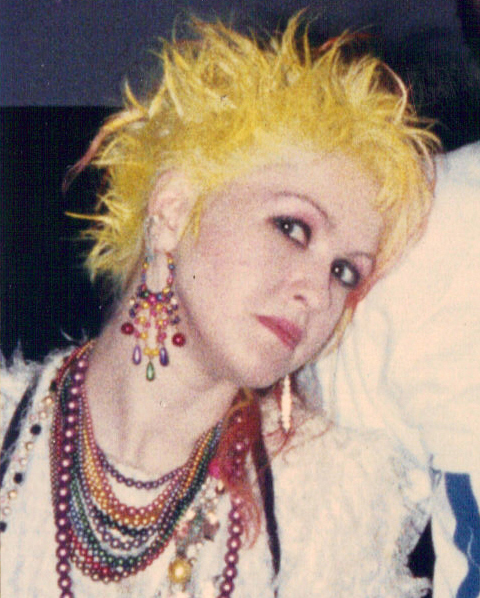
Cyndi Lauper (1985); seu álbum de estreia She's So Unusual de 1983 atingiu o número quatro na Billboard 200 devido ao sucesso do primeiro single, "Girls Just Want to Have Fun", na rádio dos EUA e a intensa exibição do videoclipe pela MTV.

A new wave inspirou a onda da geração saúde e da febre da ginástica aeróbica nos anos 1980. Contrariando a moda dos anos 1960 e início de 1970, onde em um vestuário de moda prevalecia roupas largas, artesanais e de inspiração indiana, nos anos 1980 a moda seguiu a tendência disco do final da década anterior, porém, de forma mais exagerada, excêntrica, futurista e colorida. O uso de roupas de ginástica (lycra, sapatilha, polaina) no cotidiano, combinadas com roupas excêntricas e exageradas, com cores cítricas, neon, pastel e estampas de animais foi sem dúvida o grande marco na moda da época. A febre da malhação e ginástica veio acompanhada das inúmeras academias que se estendiam cada vez mais pelos centros urbanos. Entre os jovens, era comum irem a academias para aulas de dança com boombox tocando músicas ritmadas e eletrônicas. A moda das academias fez com que o tênis, o moletom e a lycra, não fossem mais peças exclusivamente esportivas, sendo popularizadas para ocasiões cotidianas, ganhando tons modernos e urbanos. O tênis ganhou milhares de looks alternativos, nas mais variadas formas e cores. Sendo assim, o calçado que se tornou febre da moda era o all-star, pelo seu estilo simples e confortável, mas com as mais variadas cores e estampas, considerado um tênis inovador, foi (e ainda é) um dos calçados mais famosos usado pelos jovens.

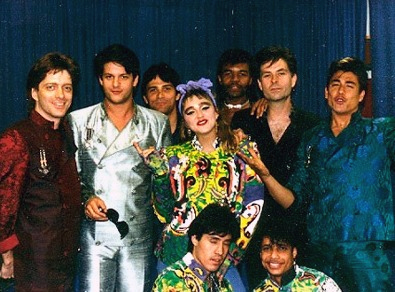
Madonna e sua banda durante a The Virgin Tour de 1985; os primeiros trabalhos e o estilo visual da cantora tiveram fortes influências da new wave.

### No cinema
O cinema e a televisão acompanhou a new wave, definindo a ruptura com o antigo cinema clássico dos tempos de ouro de Hollywood que predominou até a década de 1970. Houve grande popularidade de filmes e séries para jovens e adolescentes, que incluíam aventura, romance e comédia, todos com trilha sonora da new wave e ritmos eletrônicos agitados que acabou sendo eternizado como uma marca dos anos 1980. Filmes como o cinema de ação marcados por exércitos de um homem só como Rambo: First Blood, juvenis como The Breakfast Club, comédia e terror como The Lost Boys, artes marciais como The Karate Kid, dramas românticos como Top Gun, filmes criminais e séries policiais como Scarface e Miami Vice se popularizaram nessa década. Além do exagero de explosões, tiroteios, dramas românticos, aventuras adolescentes, perseguições em supercarros, climas tropicais, ternos coloridos, pastel, óculos de sol e neon, havia muito da moda new wave nos personagens destes filmes acompanhando a trilha sonora. Filmes e produções de TV de diversos outros gêneros tiveram alguma influência da new wave e acabaram por compor a trilha sonora da grande maioria dos filmes desta década e assim foi até o início dos anos 1990.

## New waverevival

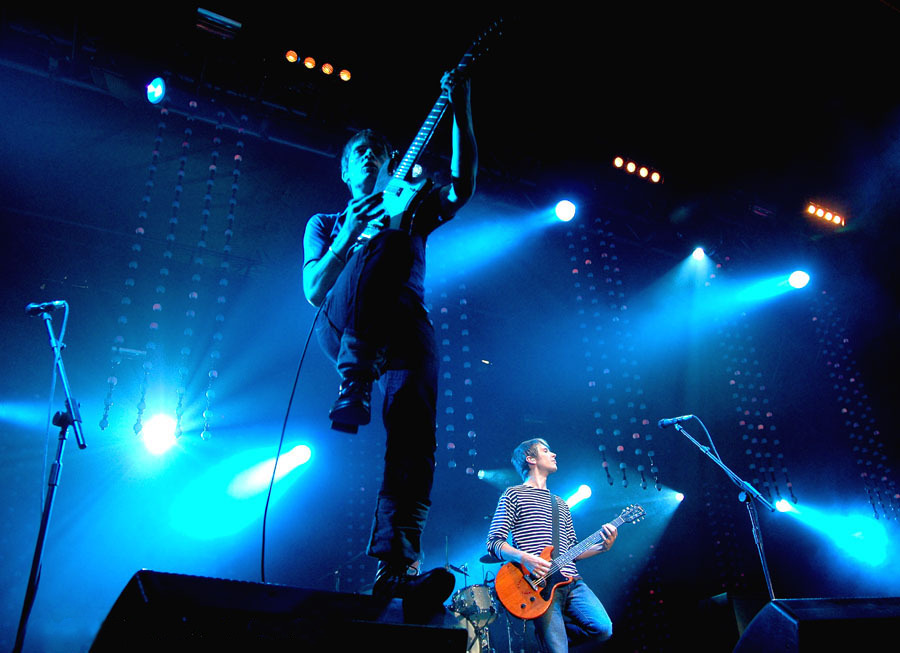
Franz Ferdinand tocando em 2006

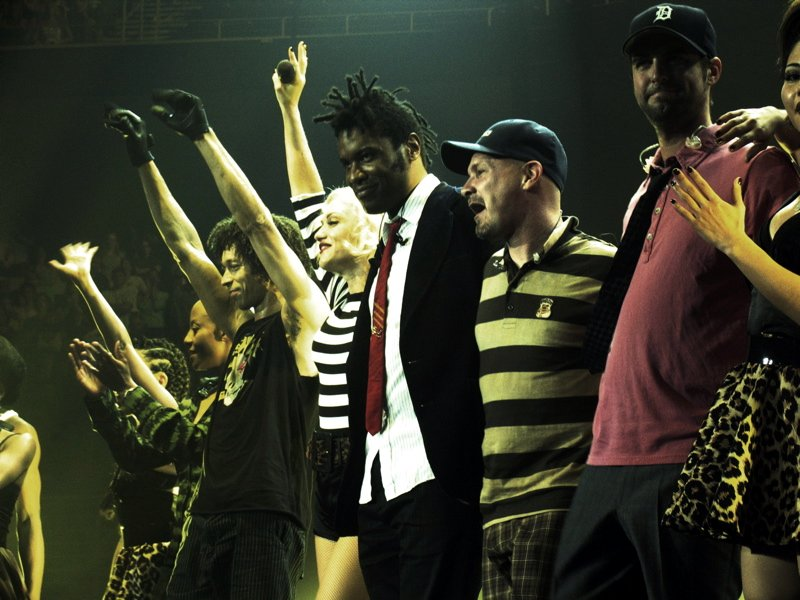
Gwen Stefani e sua banda No Doubt

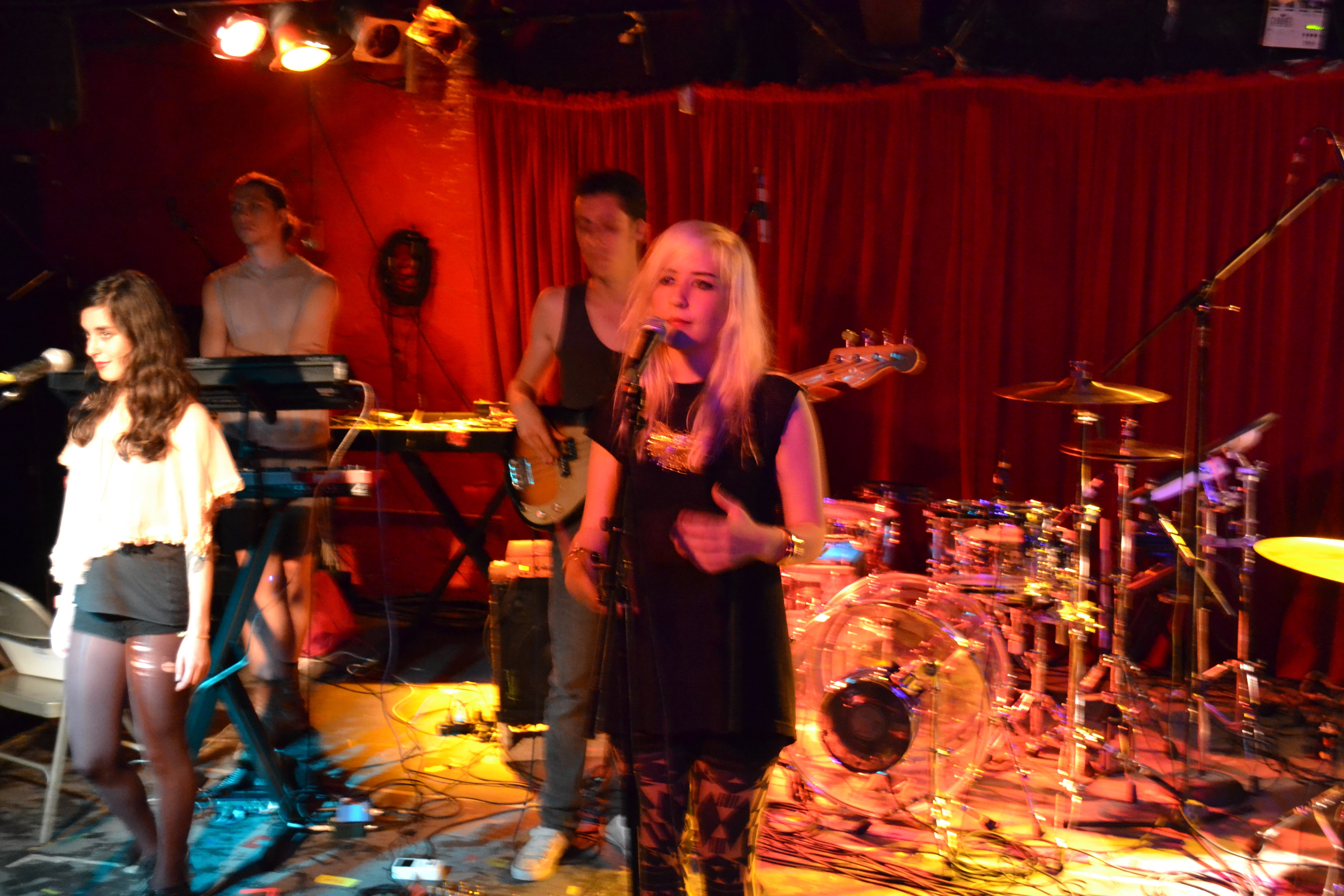
Banda canadense Austra, surgida em 2009, é uma importante banda new wave e dark wave do século XXI.

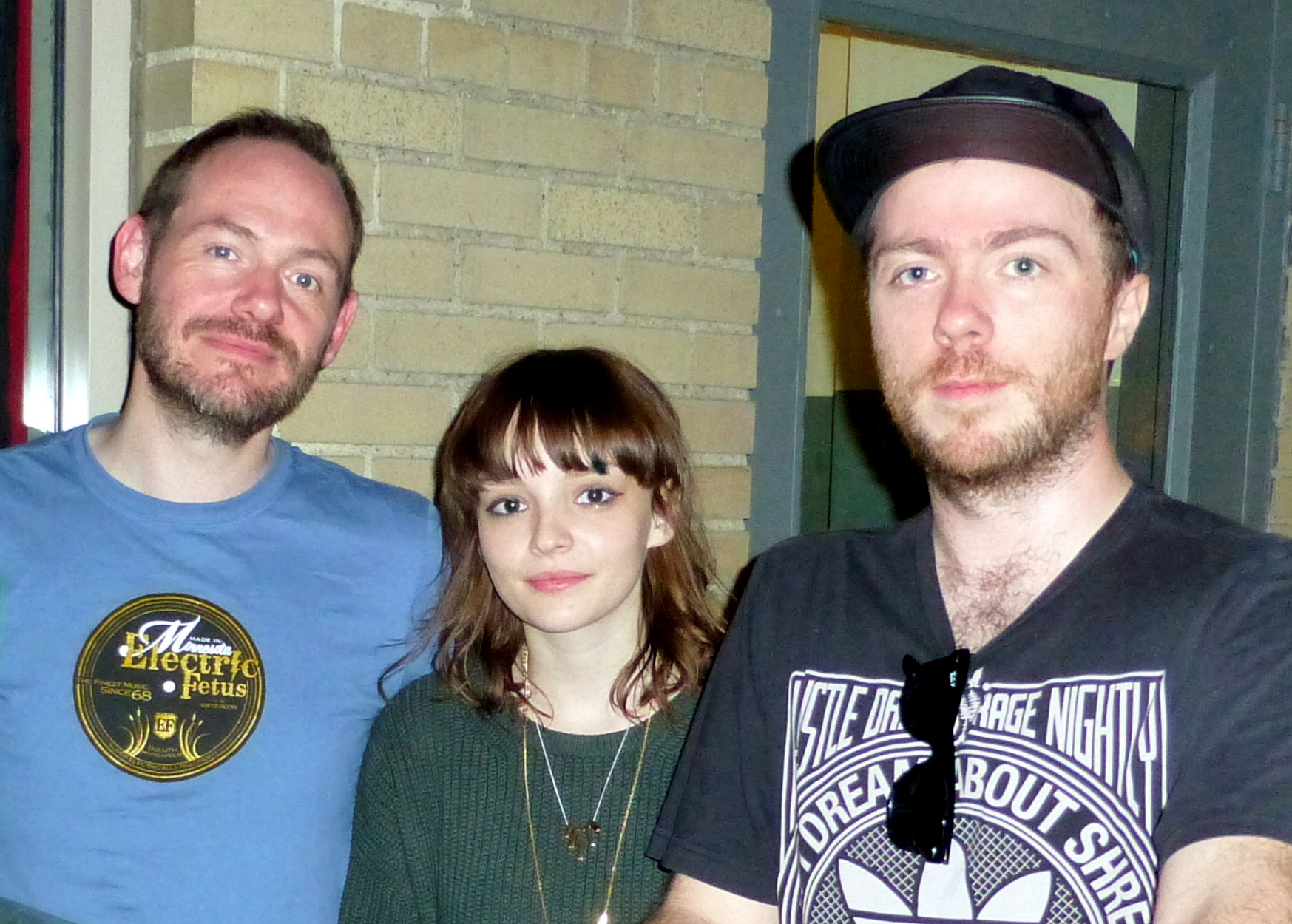
Lauren Mayberry e sua banda Chvrches, um dos grandes nomes da new wave na década de 2010

### Anos 2000
Durante os anos 2000, diversas bandas surgiram com influencias da new wave, dark wave e pós-punk (este último posteriormente veio a ficar conhecido como pós-punk revival). Entre as bandas havia The Strokes, Interpol, Franz Ferdinand, Placebo, The Epoxies, The Birthday Massacre, Bloc Party, The Network e The Killers. Essas bandas eram às vezes apelidadas de "new new wave" ou new wave revival. A new wave continuou a influenciar artistas no final da década de 2000, como Gwen Stefani, Kaiser Chiefs,[carece de fontes?] The Sounds, The Ting Tings, Shiny Toy Guns, Santigold, Hockey e Ladyhawke. A banda Coldplay, surgida em 1998, teve grande popularidade nos anos 2000, foi fundada com inspiração na banda A-ha. A partir de 2009, diversas bandas independentes afirmaram terem sido influenciadas pela new wave da década de 80, muitas delas se popularizaram por conta da internet e pelo surgimento e popularização de redes sociais como o Myspace e pelo YouTube.

### Anos 2010
Na década de 2010 muitas bandas de new wave e synth-pop surgiram e se popularizaram, sendo difundidos principalmente pelas redes sociais, aplicativos de streaming de música e pelo YouTube, que se tornaram uma nova força definitiva na divulgação de novos talentos de todas as áreas no mundo inteiro, concorrendo com a grande mídia tradicional, algumas se tornaram grandes artistas do meio musical underground. A popularidade do synthwave também foi responsável por revelar muitos artistas, e artistas pop já estabelecidos como The Weeknd já experimentaram o gênero. No final da década de 2010, a iniciativa de divulgação de novos artistas de new wave, synth-pop ou synthwave no YouTube foi tomada por alguns canais grandes como NewRetroWave. Dentre alguns artistas novos estão Austra, Chvrches, Timecop1983, FM-84, Ollie Wride, e cantoras como Jessie Frye e NINA.